# Der Narr (Tarot)

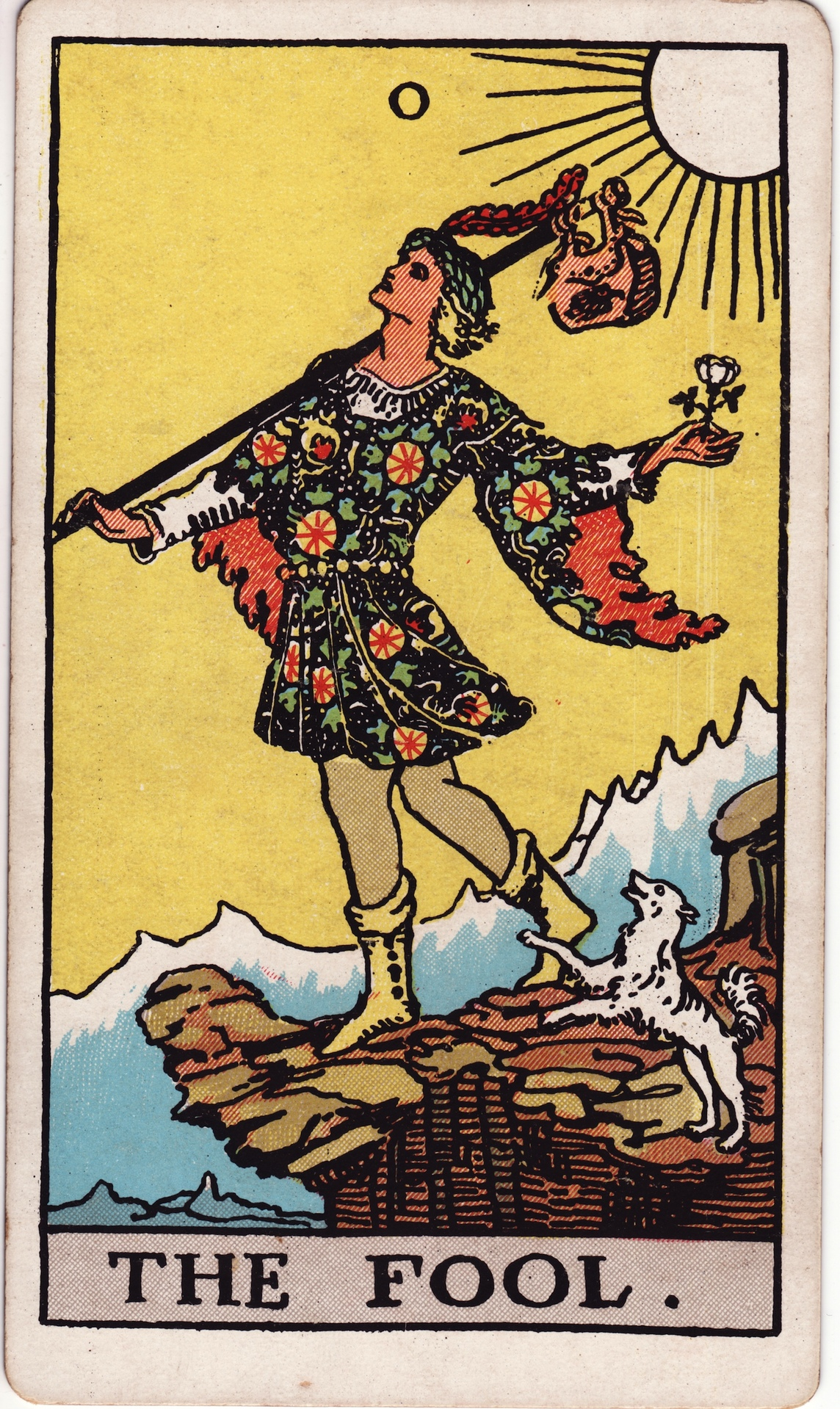
Der Narr

Der Narr ist eine der auch große Arkana genannten Trumpfkarten des Tarot.

## Darstellung
Die Karte zeigt meist einen Jüngling, doch gehen die Darstellungen oft weit auseinander.
Beim Visconti-Sforza-Spiel zeigt die Karte einen jungen, bärtigen Mann mit Doppelkinn und Federn im Haar, er trägt nur Lumpen, und die Hosen (oder Unterhosen?) hängen an seinen Beinen.
Im Waite-Tarot sieht man einen reich gekleideten Jüngling, der unbeschwert und in den Himmel schauend auf einen Abgrund hin läuft. In der einen Hand trägt er eine kleine weiße Blume, in der anderen einen Stock, an dem ein Bündel hängt.
Im Crowley-Tarot sieht man einen vor Kraft und Geilheit strotzenden Dionysos, der in der Luft hängt. Er befindet sich in einem angedeuteten Ei.
Symbole, die auf der Karte zu finden sind: Stab des Hermes, Ei, Wein, Krokodil, zwei kleine Kinder, eine dreifaltige Blume, die Sonne als Phallus, ein Kelch, Weintrauben und Geldstücke.
Bei Hermann Haindl sieht man einen Hofnarr mit stark androgyner Ausstrahlung, er hat in der Darstellung des Gesichts eine ähnliche Unergründlichkeit wie die Mona Lisa. Ein Finger des Narren zeigt auf die Wunde in der Brust eines Schwanes, dessen Hals enorme Überlänge hat und nach oben hin mäandert.

## Deutung
Als 0 symbolisiert der Narr die jugendliche Unwissenheit und Unbekümmertheit, das sorglose Ins-Leben-Hineintreten.
Als XXII symbolisiert er das Aufgehen des „Helden“ ins Nichts.
Éliphas Lévi, einer der Begründer des modernen Okkultismus, ordnet den Narren als 0 zwischen den Karten Gericht (XX) und Die Welt (XXI) ein und deutet sie als Versagen auf der ganzen Linie, als Scheitern auf der Zielgeraden.

## Entsprechungen
- das Element Luft
- der hebräische Buchstabe א (Aleph)

## Geschichte
Die Karte weist keine Nummerierung bis auf zwei alte Decks auf (z. B. Sola Busca mit „0“ sowie das belgische Tarot mit XXII). Die Karte ist historisch teilweise sowohl der höchste Trumpf als auch eine niedrigwertige Karte.